# Johan Paulsen
Johan Paulsen, född 6 september 1963 i Stockholm, är en svensk skådespelare och manusförfattare verksam inom film, radio, TV och teater.

## Biografi
Johan Paulsen har sedan 1989 arbetat som både skådespelare, regissör och författare vid till exempel Stockholms Stadsteater, där han medverkat i bland annat En Fröjdefull Jul, En midsommarnattsdröm, Brysselkoll samt gjort ett antal revyer. Han har också varit engagerad i den s.k vetenskapsteater som har sitt ursprung på Klara Soppteater, till exempel med sin pjäs "XL - en flott pjäs om fett!" som spelats sedan 2000 både i Sverige, Belgien, Norge och Australien.
Han har varit flitigt anlitad som skådespelare vid radioteatern och han medverkade under många år också som satiriker i P1:s "Studio Ett". Bland övriga radioproduktioner kan nämnas Glädjetåget, ett program som erhöll Ikarospriset i mitten av 1990-talet.
Paulsen medverkade också i biofilmerna Joker och Drömkåken samt i TV-produktionerna Aspiranterna, Kvällspressen och i humorprogrammet Hemligstämplat där han var programledare. På senare tid har han medverkat bland annat i filmen Jägarna 2 där han spelar polischefen samt i SVT:s Äkta Människor där han spelar pappa Hans Engman, både i säsong ett och två.
Utöver detta driver han sedan många år ett företag som producerar film och teater till näringsliv och organisationer. En verksamhet som genererat hundtatals filmer och uppträdanden på många olika arenor.
2021 debuterade han som skönlitterär författare med spänningsromanen "Tystad Hjälte" och 2023 utkommer han med kriminalkomedin "Guldkorn" på Lind & Co förlag. "Guldkorn" är skriven tillsammans med Magnus Mark.
Johan Paulsen är gift med skådespelaren Tess Paulsen.

## Film och TV (urval)
- 1992 – Kvällspressen (TV-serie)
- 1993 – Drömkåken
- 1997 – Jag är din krigare : Kims pappa
- 1998 – Aspiranterna
- 1999 – Rederiet, avsnitt Jubileumsavsnitt 200 (TV-serie) : Reidar Dahlén som ung
- 2002 – Aime ton père : Ships Doctor
- 2004 – Min f.d. familj : Krister
- 2009–2010 – Guds tre flickor (TV-serie) : Erik, Jennys pappa
- 2011 – Jägarna 2 : Mats
- 2012–2014 – Äkta människor (TV-serie) : Hans Engman
- 2015–2017 – Jordskott (TV-serie) : Martin Dolk
- 2016 – Beck – Sista dagen : Rektorn
- 2020 – Rebecka Martinsson (TV-serie) : Thomas
- 2021 – Knutby (TV-serie) : Direktör Hansson
- 2023 – Caminon : Bosse

## Teater

### Roller (ej komplett)
| År   | Roll                      | Produktion                                                            | Regi                 | Teater                 |
| ---- | ------------------------- | --------------------------------------------------------------------- | -------------------- | ---------------------- |
| 1995 | Valentine Coverly         | Arkadien (Arcadia) Tom Stoppard                                       | Frej Lindqvist       | Stockholms stadsteater |
| 2000 | Medverkande               | XL - en flott pjäs om fett Johan Paulsen                              | Johan Paulsen        | Stockholms stadsteater |
| 2006 | Skådespelartruppen, Micke | En midsommarnattsdröm (A Midsummer Night's Dream) William Shakespeare | Alexander Mørk-Eidem | Stockholms stadsteater |
| 2006 | Tom Jess                  | När Harry mötte Sally (When Harry Met Sally...) Nora Ephron           | Emma Bucht           | Stockholms stadsteater |

### Regi (ej komplett)
| År   | Produktion                 | Upphovsmän    | Teater                 |
| ---- | -------------------------- | ------------- | ---------------------- |
| 2000 | XL - en flott pjäs om fett | Johan Paulsen | Stockholms stadsteater |